# 페피 1세

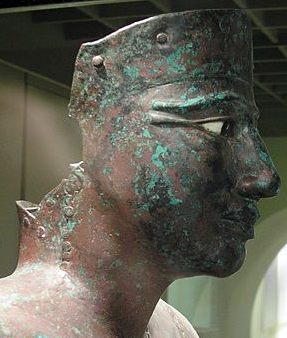

페피 1세는 이집트 제6왕조의 파라오이다. 메리레라는 이름도 알려져 있으며, 이는 "레의 사랑을 받는다"라는 뜻이다.
50년을 통치한 페피 1세는 어린 나이에 즉위하였다. 이 시기에 만들어진 많은 비문들은 페피 1세 시대에 귀족들이 크게 성장하였음을 시사하고 있다.
페피 1세는 아비도스의 한 귀족의 두 딸과 결혼하였다. 이들은 각각 후임 파라오인 메렌레와 페피 2세를 낳았다. 또한, 페피 1세의 치세 동안 왕비 중 하나인 웨레트-임테스가 반란을 꾸며 처벌되기도 하였다.
페피 1세의 피라미드는 사카라 남부에 위치하며 손상이 심하다. 이 피라미드에는 '멘-네(르라(Mn-nf는)이름이 붙어 있는데 이는 "권위가 있고 선하다"라는 뜻이다. 이것이 훗날 그리스 역사가들의 손을 거치면서 와전되어 현재 '멤피스'의 어원이 되었다.
상이집트의 히에라콘폴리스에서는 긴 지팡이를 짚고 있는 페피 1세의 거대한 동상이 발견되었는데 왕관 등 부장품은 모두 도난당한 상태였다. 또한 녹색 점판암 상도 발견되었다. 이 상은 무릎을 꿇은 채로 양 손에 작은 꽃병을 하나씩 들고 있는 페피 1세의 모습을 묘사하였다. 이는 당시 이집트 왕족들이 봉헌을 드리는 모습이라고 하며, 후대에는 민간에까지 널리 퍼졌다.

## 참고 문헌
- 피터 클레이턴(Peter Clayton) 저, 정영목 역, 《파라오의 역사》, 까치, 2004

| 전임 우세르카레 | 제3대 이집트 제6왕조의 파라오 기원전 2332년 ~ 기원전 2283년 | 후임 메렌레 |